# Лунёв, Андрей Алексеевич
Андре́й Алексе́евич Лунёв (род. 8 ноября 1968, Курск) — российский хоккеист и тренер по хоккею с шайбой.

## Биография
Воспитанник липецкой хоккейной школы. В сезоне 1993/94 играл в составе московского ЦСКА, выступавшего в Межнациональной хоккейной лиге.
В дальнейшем играл в ряде клубов младших дивизионов российского хоккея (Элитной лиги, Высшей лиги чемпионата России, ВХЛ — кирово-чепецкой «Олимпии», липецком «Русском Варианте» (позже — ХК «Липецк»), тамбовском «Авангарде», пензенском «Дизелисте», саратовском «Кристалле».
Завершив игровую, начал карьеру тренера, войдя в штаб «Липецка» на правах главного тренера местного «Юниора», игравшего в Молодёжной лиге первенства Московской области в сезоне 2011/2012. С момента создания в 2012 году возглавил клуб «Россошь», выступавший в Первенстве МХЛ, а с 2014 года — ХК «Липецк». С 13 ноября 2015 года стал главным тренером саратовского «Кристалла», а с 7 ноября 2016 года — ХК «Тамбов».
При Лунёве «Тамбов» дважды побеждал в Первенстве Высшей хоккейной лиги (2015/16, 2017/18), а с сезона 2018/19 начал выступления в ВХЛ, но после того, как по итогам первого сезона на новом уровне клуб не попал в плей-офф, 26 февраля 2019 года Лунёв подал в отставку. В сезонах 2019/20 и 2020/21 — главный тренер мытищинского молодёжного клуба «Атлант», в следующем сезоне возглавил МХК Липецк, в 2023/24 — клуб «Кузнецкие медведи». С 2024 года возглавил новокузнецкий клуб ВХЛ «Металлург».